# 불가리아 인민공화국
불가리아 인민공화국(불가리아어: Народна република България 나로드나 레푸블리카 벌가리야)은 1946년부터 1990년까지 불가리아를 마르크스-레닌주의로 통치한 국가이다. 불가리아 인민공화국은 일반적인 동구권의 공산국가들과는 달리 일당제가 아닌 양당제로 운영되었었는데, 불가리아 공산당과 불가리아 농업국민연합으로 이루어진 조국전선이 국정을 주도했다.
냉전 기간 동안 이 나라는 동구권 국가중 소련과 가장 긴밀한 관계를 맺었으며, 경제상호원조회의와 바르샤바 조약기구의 공식 회원이었다. 일부 비판자들은 소련과의 밀착을 비난하며 이 시대의 불가리아를 소련의 16번째 공화국이라고 부르기도 했다.
그렇지만 불가리아 인민공화국은 소련의 원조를 받아 전쟁 피해를 극복하고 급속한 경제 성장을 이뤘으며, 1960년대에는 제조업이 발달하였고, 1970년대에는 반도체 산업이 발달하여 동구권의 실리콘 밸리로 불리게 되었다.

## 역사

### 성립 배경
1944년 9월 5일, 소련은 나치 독일에 협조하는 불가리아 왕국에게 공식적으로 선전 포고를 하였다.:50 다음날 루마니아에 주둔중인 붉은 군대는 국경을 넘어 불가리아 왕국으로 진입해 나치 독일에 부역하는 제국주의자들과 파시스트들을 사살하기 시작했다.:50 1944년 9월 9일 불가리아 공산당을 비롯한 반파시즘 세력들은 붉은 군대의 지원으로 성공적인 봉기를 일으켰고 보그딘 필로프의 파시즘 군사독재 정권이 전복되었다.:50 1944년 같은날 키몬 게오르기에프가 총리로 바실 콜라로프가 부총리로 취임하며 불가리아에 병폐적 봉건제가 무너지고 급진적 사회개혁이 이루어졌다.:50
9월 봉기로 정권을 잡은 조국전선은 불가리아를 마르크스-레닌주의 국가로 재편할 준비를 하였다. 한편으로는 나치 독일 부역자와 전범들에 대한 재판과 처벌이 이루어졌다.:85 1946년 9월 불가리아 총선에서 승리한 조국전선은 차르의 퇴위와 불가리아 왕국의 종식을 선포하고 불가리아 인민공화국을 선포하였다.:85

### 초기 역사
1946년 성립된 불가리아 인민공화국은 그리스 접경지대와 유고슬라비아 서부에 대한 영유권 주장을 공식적으로 철회하고 새로 성립된 발칸 국가들과 우호 관계를 다짐했다. 1947년 국회에서 디미트로프 헌법이 비준되었고 이것은 곧 불가리아가 인민민주주의 국가라는 것임을 명시했다.
이 국가는 정교분리와 세속주의를 지향하며 불가리아 정교회의 역할을 축소했지만, 종교 박해는 결코 이루어지지 않았다. 다른 종교들도 명맥을 유지했지만 면세 등 여러 특권을 잃었으며, 이전처럼 절대적인 영향력을 발휘할 수 없었다.
지도자인 바실 콜라로프와 게오르기 디미트로프는 점진적으로 공산주의 사회에 도달하는 것을 선호해, 강제 집산화, 급격한 산업화, 반대파 탄압, 집단농장 운영과 같은 스탈린주의 방식의 정책은 대부분 이루어지지 않았고, 지도부도 국민의 생활 수준 개선에 집중하며 복지와 국유화가 이루어졌다.

### 체르벤코프 시대
1949년 디미트로프 사후 강경파인 벌코 체르벤코프가 부상하면서 불가리아 공산당은 그의 급진적 스탈린주의 담론에 공감했고, 1950년 콜라로프가 사망하자 불가리아 인민공화국에 스탈린주의 정책들이 시행되었다. 이에 전국에서 급격한 산업화, 도시화가 이루어졌고 소련과 마찬가지로 농업 분야에서도 집산화가 시작되었다. 이와 함께 대규모 반대파 숙청이 이루어졌고 불가리아 공산당에 비협조적인 것으로 간주되는 야당들은 금지되었다.
불가리아 인민공화국은 스탈린주의 시행으로 가파른 경제 성장을 이뤘으나 사회 곳곳에서 전체주의로 기운 측면이 관측되자 1952년부터 스탈린주의 정책들은 유예하고, 다시 복지 정책으로 환원하였다. 1953년 체르벤코프는 정치범으로 수감된 이들은 대거 사면하였고 1954년에는 자신의 착오를 인정하고 토도르 지프코프에게 서기장직을 넘기며 일선에서 물러났다.

### 지프코프 시대

#### 지프코프 초기
지프코프는 초창기 집단지도체제를 존중했으나, 1956년 니키타 흐루쇼프가 자신을 지지하는 것을 알아차리고 당내 반대파를 탄압했으며, 스탈린 격하 운동에도 적극 동참하며 노골적인 친소련 행보를 보였다. 초창기 지프코프는 흐루쇼프의 지지자로서 그의 정책을 거의 모방하다시피 했는데 이것은 불가리아가 소련의 16번째 공화국으로 가입하고자 하는 의도에서 비롯되었다. 그는 흐루쇼프의 환심을 사기 위해 지하자원 채굴권을 소련에게 넘겼고 그에 따라 불가리아에서 운영되는 모든 광산은 사실상 소련의 소유가 되었다.
지프코프 치하에서는 인민전선인 조국전선이 영향력이 약해지고 불가리아 공산당의 지배력이 강화되었다. 불가리아 공산당은 불가리아의 모든 일들을 전적으로 결정했는데 1963년에는 《불가리아 인민공화국의 소비에트 사회주의 공화국 연방 가입 결의안》을 발표하기까지 했다. 물론 이 안건은 소련에 의해 거부되었으며, 니키타 흐루쇼프가 실각하고 레오니트 브레즈네프가 득세하며 불가리아의 소련 가입 계획은 사실상 무산되었다.

#### 지프코프 과도기
소련 가입이 무산된 이후 당국은 생활 수준 개선과 경제 개발에 착수했고 성공을 거두어 불가리아는 동구권의 부유한 국가중 하나가 되었다. 더불어 이 시기에는 정부가 사회 분야에서 자유주의적 요소를 부분적으로 허용하며 문화가 발달하기도 했다.
그러나 1968년 프라하의 봄 사태 발생으로 지프코프는 이러한 자유주의 경향을 더 이상 방관하지 않았고, 바르샤바 조약군의 체코슬로바키아 침공이라는 강수를 두며 대중 통제를 강화해 나갔다.
1971년에는 새로운 헌법인 지프코프 헌법을 발표하였는데 기존 디미트로프 헌법의 상당 부분을 부정하며 전체주의로 나아가기 시작했다.

#### 지프코프 말기
1979년 불가리아 인민공화국이 체제 붕괴 위기에 직면하자 지프코프는 내부적 결속을 강화하겠다는 목적으로 불가리아 국민주의를 자극했고, 불가리아의 무슬림들을 공격하였다.
그러나 이 정책은 1986년 불가리아의 호황이 끝나고 경제 위기가 시작되면서 불만을 고조시켰고 불가리아 국민주의 운동은 불가리아 사회에 큰 상처를 남겼다.
같은해 소련의 압력으로 페레스트로이카 정책을 도입했는데 이는 크게 실패해 불가리아의 모든 상황만을 악화시켰고 최후에는 불가리아 인민공화국의 체제 붕괴를 초래하였다.

### 몰락과 붕괴
1989년 11월 10일 미하일 고르바쵸프의 압력으로 토도르 지프코프는 불가리아 공산당 제1서기 직책에서 해임되고 개혁파들이 당을 장악하였다. 1990년 4월 3일 개혁파들이 불가리아 공산당을 불가리아 사회당으로 개칭하고 마르크스주의 노선 포기를 선언하면서 불가리아 인민공화국은 빠르게 붕괴되었다.

## 정치
불가리아 인민공화국은 마르크스-레닌주의를 국가 이념으로 채택했으며, 조국전선을 이루는 불가리아 공산당과 불가리아 농업국민연합이 권력을 양분하는 양당제를 유지했다.
하지만 1971년 지프코프 헌법 공표 이후 불가리아 농업국민연합의 영향력은 축소되었고, 불가리아 공산당이 사실상 모든 권력을 독점하는 일당제 국가로 변화하였다.
지프코프 치하에서 노멘클라투라 세력이 형성되었고 의사 결정 과정에서 공산주의 국가에서 우대하는 무산자 계급이 소외되는 모순적인 현상이 발생하기도 했다.

## 외교
불가리아 인민공화국은 동유럽 마르크스-레닌주의 국가들과 외교했는데 그중에서도 강대국인 소련, 중화인민공화국과 유고슬라비아와 같은 인접국과의 우호에 집중했다. 그럼에도 불구하고 불가리아 인민공화국은 많은 국가와 수교를 맺었으며 1955년 이후에는 서구권과도 외교를 시작하였다. 
불가리아 인민공화국은 경제상호원조회의, 바르샤바 조약기구의 창립국이었며, 이 국제 기구들의 맹주인 소련의 행보는 늘 불가리아 인민공화국의 외교에 큰 영향을 미쳤다.

### 소련과의 관계
1944년 불가리아 왕국이 전복된 이후 불가리아는 소련과 공식적인 외교 관계를 수립했다. 불가리아 인민공화국이 수립된 1946년에 양국은 국교 및 우호 협정을 비준하였고 소련은 몰로토프 플랜에 따라 불가리아에 막대한 경제 원조를 제공했다.
1947년, 1949년, 1955년 에 이 나라는 소련이 주도하는 코민포름, 경제상호원조회의, 바르샤바 조약기구의 회원국으로 가입했다. 특히 티토-스탈린 결렬 이후에는 소련의 외교정책 부문에서 불가리아의 지정학적 중요성이 증가하였다. 불가리아 인민공화국은 신뢰받는 동구권 국가 중 하나였고, 소련은 원유, 기술, 원자재를 무상으로 공급하며 경제 성장의 원동력을 적극적으로 제공했다. 
소련 지도부는 불가리아를 동맹국으로 생각했고, 불가리아도 소련의 기대에 부응하고 소련과의 외교 관계 증진을 위해 노력하였다. 심지어 토도르 지프코프는 소련의 16번째 공화국이 되기를 희망하여 레오니트 브레즈네프를 비롯한 소련 서기장들을 여러번 당황시키기도 했다. 1960년대 후반부터 불가리아 인민공화국은 소련에게 가전제품과 생활용품을 수출하기 시작했다.
그러나 이 시기 불가리아가 추진한 국책 사업들이 소련과 공동으로 진행하는 경우가 만았고 임업, 광물업 등의 자국의 지하자원 채굴 사업에서 소련에게 최혜국 대우를 보장하는 등 전반적으로 수직적인 불평등 외교 관계였다는 다소 냉소적인 평가도 존재한다.

### 중국과의 관계
불가리아 인민공화국은 국공내전에서 중국공산당을 지지하고 중화인민공화국을 국제적으로 승인한 최초의 국가중 하나였다. 두 국가는 수평적인 외교 관계를 맺었고 1950년대 소피아와 베이징 사이 여러차례 정상 외교가 진행되었다.
하지만 1961년 중소분쟁이 발생한 이후 불가리아가 소련을 지지하며 양국간의 신뢰에 치명적인 타격을 입혔다. 특히 1969년 중소 국경 분쟁이 발발하면서 더 이상 관계를 진전시키는 것은 불가능해졌다.
그러나 불가리아는 중화인민공화국과의 교역을 중단하지 않았으며 자국 시장에 기호식품을 공급하기 안정적으로 위해 차, 술, 담배를 수입하였다.

### 발칸반도 문제

#### 알바니아
초창기 불가리아 인민공화국 알바니아 인민공화국과 우호 관계였다. 엔베르 호자는 직접 여러차례 불가리아를 직접 방문했지만, 스탈린 격하 운동을 두고 친소련적인 불가리아를 비판했고 알바니아-소련 분쟁 직후 양국은 사실상 단교하였다.

#### 유고슬라비아
유고슬라비아 인민공화국은 이 국가와 매우 복잡한 관계였다. 두 국가는 성립 이전인 1944년부터 활발하게 수교했으며 냉전이 발생하자 긴밀한 관계로 발전했다. 1948년 티토-스탈린 결렬 이후 동구권 국가들이 유고슬라비아와 차례로 단교했지만, 불가리아는 이를 거부했다.

## 경제
불가리아 인민공화국은 마르크스-레닌주의 이론에 따라 계획 경제를 실시했지만, 원칙보다는 기술 개발을 중시했으며, 몇가지 측면에서는 시장 경제의 요소를 차용하기도 했다.

### 경제 성장
지프코프 정부는 소련과의 유대 관계를 필수적인 조건으로 두고 경제 성장을 위한 여러가지 정책을 추구했는데 과학 부문의 발전이 특히 두드러졌다.

#### 과학기술 개발
지프코프가 소련 추진하던 소련 가입 계획시 무산된 이후 큰 위기를 느낀 불가리아 공산당은 경제 개발에 착수했고, 불가리아 공산당의 지도부는 논의 끝에 과학을 육성해야 한다는 결론에 다다랐다. 이에 정부는 전략적으로 전자공학을 지원했고 그 결과 동구권 국가에서 사용되는 가전제품과 컴퓨터의 70%가 불가리아에서 생산되었으며, 화학공학과 핵물리학에 투자하여 동유럽 최초의 원자력 발전소를 건설하기도 했다. 이렇게 과학 기술이 발전하며 1970년대 불가리아는 동구권의 실리콘 밸리로 불렸다.
1979년 불가리아 인민공화국은 외국의 투자를 유치하며 기존의 제조업에서 탈피하고 반도체 산업을 중흥하려 하였으나, 1970년대 에너지 위기는 이 시도를 위협했고 무리한 사업 추진으로 부채가 발생했고 이로 인해 촉발된 경제 위기는 공산주의 체제까지 위협하기 시작했다. 결국 정부는 컴퓨터 공학의 비중을 낮추고 화학과 약리학 등 다른 과학에 투자했는데 이는 성공을 거두었고 1980년부터 1984년까지 불가리아는 과학을 바탕으로 전례없는 경제 호황을 맞이하였다.
정부 주도로 육성된 과학 기술은 상당히 높게 평가받았고 종종 공산주의 선도국인 소련의 과학 기술과 비교되었다. 이로 인해 공산당 지도부가 약속했던 국민의 생활 수준 개선이 이루어지며 체제가 안정화되는 정치적인 성과로 이어졌다.

#### 무역규모 확대
1960년대 불가리아 인민공화국은 무역 시장 확대를 위해 서구권 국가와의 수교 및 경제 교류를 적극적으로 추진했다. 헝가리 인민공화국의 성공 사례에서 영감을 받은 공산당 지도부는 대부분의 서구권의 국가들과 협정을 맺었고, 1971년부터는 자국의 과학 기술을 서구권에 역수출하여 막대한 이윤을 챙기기도 했다.

## 문화
불가리아 인민공화국은 불가리아 공산당이 주도권을 쥐고 있었기 때문에 다른 동구권 국가들과 마찬가지로 사회주의적 사실주의가 발달했다. 불가리아 인민공화국이 형성한 일련의 문화들은 오늘날에도 여전히 큰 영향을 주고 있다.
일부 학자들에 따르면 불가리아 인민공화국은 현대 불가리아보다 더 자유롭고 개방적이었다. 또한 이 나라는 유럽에서 성소수자 권리를 인정한 몇 안되는 국가였다.